# Scottsbluff (Nebraska)
Scottsbluff es una ciudad ubicada en el condado de Scotts Bluff en el estado estadounidense de Nebraska. En el Censo de 2010 tenía una población de 15 039 habs. y una densidad poblacional de 928 hab/km². Se encuentra a orillas del río Platte Norte, una de las fuentes del río Platte. 

## Geografía

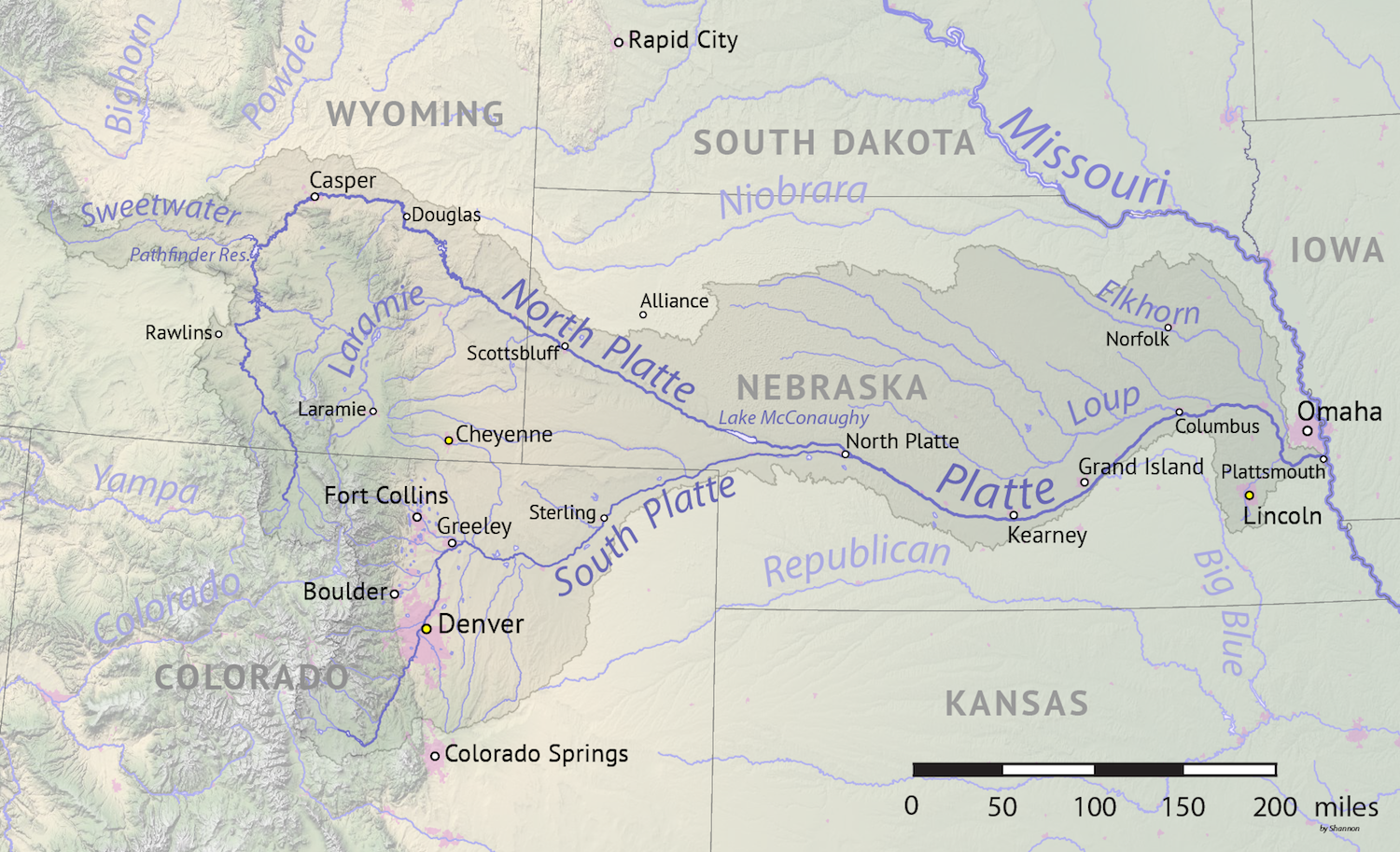
Scottsbluf en un mapa del río Platte

Scottsbluff se encuentra ubicada en las coordenadas 41°52′2″N 103°39′43″O / 41.86722, -103.66194. Según la Oficina del Censo de los Estados Unidos, Scottsbluff tiene una superficie total de 16.21 km², de la cual 16.1 km² corresponden a tierra firme y (0.72%) 0.12 km² es agua.

## Demografía
Según el censo de 2010, había 15039 personas residiendo en Scottsbluff. La densidad de población era de 927,57 hab./km². De los 15039 habitantes, Scottsbluff estaba compuesto por el 83.03% blancos, el 0.83% eran afroamericanos, el 3.4% eran amerindios, el 0.75% eran asiáticos, el 0.05% eran isleños del Pacífico, el 9.78% eran de otras razas y el 2.15% pertenecían a dos o más razas. Del total de la población el 29.06% eran hispanos o latinos de cualquier raza.